# Глаголев, Сергей Сергеевич
Серге́й Серге́евич Глаго́лев (9 [21] октября 1865, Крапивна, Тульская губерния — 2 октября 1937, Вологда) — русский православный богослов и историк религии. Доктор богословия, профессор.

## Биография
Родился 9 (21) октября 1865 года в семье настоятеля Никольской соборной церкви г. Крапивны С. И. Глаголева (1839—1916). Когда ему было два года (а старшему брату, Дмитрию — четыре) умерла от чахотки его мать.
Окончил Тульское духовное училище (1879), Тульскую духовную семинарию (1885) и Московскую духовную академию со степенью кандидата богословия, профессорский стипендиат (1889).
С 1890 года преподаватель церковной и библейской истории и немецкого языка в Вологодской духовной семинарии. С августа 1892 года назначен исправлять должность доцента по кафедре введения в круг богословских наук Московской духовной академии. В июне 1894 года защитил диссертацию по теме «О происхождении и первобытном состоянии рода человеческого» и в мае 1895 года получил степень магистра богословия, в конце сентября 1896 года получил классный чин и стал экстраординарным профессором.
В 1898—1899 годах находился в научной командировке: работал в музеях и библиотеках Парижа и Берлина, собирая материалы по истории религий. В 1900 году был избран вице-президентом Всемирного конгресса религий в Париже.
В 1901 году защитил диссертацию по теме «Сверхъестественное откровение и естественное богопознание вне истинной Церкви» и получил степень доктора богословия. Лауреат половинной Макариевской премии, профессор Московских высших женских курсов.
С февраля 1902 года ординарный профессор Московской духовной академии. В августе 1910 года, в связи с введением нового устава, стал ординарным профессором по кафедре основного богословия. С 1909 года член Правления академии, с 1917 года заслуженный профессор.
Награжден орденами Св. Станислава 3-й и 2-й степеней (1903), Св. Анны 3-й (1898) и 2-й (1907) степеней, Св. Владимира 4-й степени (1910); с 6 мая 1914 года — действительный статский советник.
В 1917 году делегат Московского епархиального съезда, работал в I и III отделах Предсоборного совета, член Поместного собора Православной российской церкви, член VI, XII, XIX, XXIII отделов.
В 1919—1920 годах заведующий Институтом народного образования в Сергиеве Посаде; затем здесь же преподаватель на электрокурсах, в железнодорожной школе, частной гимназии на Богословских академических курсах в Москве.
В 1928 году был арестован по делу «антисоветской группы черносотенных элементов» и сослан на 3 года в Пензу. В 1931 году как один из руководителей, вместе с епископом Кириллом (Соколовым), местного филиала «всесоюзной церковно-монархической организации Истинно-Православная Церковь» приговорен к 5 годам ИТЛ. После освобождения поселился с женой Людмилой Николаевной в Вологде; 5 июня 1937 года вновь арестован по обвинению в контрреволюционной деятельности и 19 сентября приговорён Особой тройкой УНКВД по Северной области к расстрелу. Расстрелян 2 октября 1937 года. Реабилитирован в августе 1991 года.

## Научная деятельность
Главной темой исследований С. С. Глаголева была апологетика. Признавая необходимым и отвечающим духу христианства научное исследование Священного Писания, он считал, что оно не может быть успешным без глубокой и искренней веры в Бога как обязательного условия понимания и объяснения Слова Божия. В отсутствии веры в Бога и недоверии к Священному Писанию и Священному Преданию он видел основной порок «научных» исследований христианства, получивших широкое распространение в Германии и во Франции. Оценивая положительно отдельные достижения современной ему западной апологетики, к существенным её недостаткам он относил: оторванность от веры католической апологетики и безразличие к догматической проблематике — протестантской. В докторской диссертации «Сверхъестественное откровение и естественное богопознание вне истинной Церкви» он различал откровение как непосредственное и сверхъестественное действие Божие от явлений естественных, причиной которых тоже был Бог, «но не непосредственно», а через ряд вторичных причин. Он утверждал, что существуют различные по своей значимости и ценности пути к Богу: первый — через откровение и веру — исходный и определяющий для человечества; второй — естественное богопознание — в той или иной степени зависимый от религиозных представлений и вне отношения к откровению, не способный удовлетворить религиозное сознание и чувства человека, но по своему характеру в том случае, когда творение Божие толкуется в нём правильно (в науке и философии), приводит человека к вере, к признанию истинности откровения. Он считал, что человечество своими «неотвратимыми побуждениями» всегда искало Бога и Бог «всегда и везде нисходил к людям»; однако само откровение Бога совершалось лишь в определённых условиях и возвещалось отдельным лицам, имея промыслительное значение для судеб людей и народов, поэтому «Он даровал Свое Откровение для всех, но не всем»; истинное истолкование откровение получило лишь в христианской церкви. Таким образом он выступал против заблуждений и ошибочных представлений о Боге, имеющих глубокие корни в древности, но характерных для современности, согласно которым: 1) Бог не открывает Себя людям; 2) откровение Бога народам совершается применительно к историческим условиям жизни людей, и поэтому все религии по-своему выражают Бога и ни одна из них не может притязать на полноту истины; 3) Бог в Своем общении с человеком не нуждается в посредниках, поэтому Церковь как община верующих не имеет никакого значения для понимания Слова Божия (т. н. теория «религиозного индивидуализма»); 4) естественное богопознание само по себе достаточно, ведет к Богу ве́домыми ему путями и не нуждается в сверхъестественном откровении.
Ревностно работал над вопросами соотношения науки и веры. Занимался также вопросам библеистики, которой среди прочего была посвящена работа «Прошлое человека», где он представил развернутую систему доводов в пользу символического толкования библейских чисел (годы жизни праотцев и патриархов, число поколений и т. д.). Им внесён большой вклад в развитие сравнительное-религиозное изучение Библии. В антропогенезе принимая теорию развития он отвергал эволюционизм.
С. С. Глаголевым было написано предисловие к очерку «Израильтяне» Жана Валетона, вошедшее в состав «Иллюстрированной истории религий» Д. П. Шантениделя-Соссе.
Он активно участвовал в издании Православной богословской энциклопедии; написал для неё 35 статей, среди них: богословские (Бог, Богопознание, Богословие, Вера, Апологетика, Бессмертие, Вечность, Жизнь, Истина); по истории восточных нехристианских религий (Авеста, Ассиро-вавилонская религия, Браманизм, Буддизм, Ведизм, Ислам); по истории европейской философии (Баадер, Вольтер, Галилей, Гартман Э., Гегель, Гоббес (Гоббс), Дунс Скот, Декарт и др.). Позднее большая часть этих статей вместе с некоторыми другими составила основное содержание двух его работ — «Пособия к изучению основного богословия» и «Лекций по богословию», выпущенных в помощь слушателям Высших женских курсов в Москве.

### Диссертации
- О происхождении и первобытном состоянии рода человеческого — М.: тип. А. И. Снегиревой, 1894. — 605 с.
- Сверхъестественное откровение и естественное богопознание вне истинной Церкви. — Харьков, 1900

### Книги
- Об условиях возникновения религиозной веры: Лекция С. Глаголева. — Сергиев Посад : тип. А. И. Снегиревой, 1892. — 22 с.
- Чудо и наука. — Сергиев Посад: тип. А. И. Снегиревой, 1893. — 38 с.
- Больной целитель (О Шлаттере). — М.: Печатня А. И. Снегиревой, 1896
- Религия как предмет изучения. — Сергиев Посад, 1897
- Запретные идеи. — Сергиев Посад: 2-я тип. А. И. Снегиревой, 1897
- Протоиерей Фёодор Александрович Голубинский. — Сергиев Посад: 2-я тип. А. И. Снегиревой, 1898
- Гадания учёных о происхождении миpa. — Харьков (?), 1898
- Новости русской литературы по религиозно-философским вопросам. — Сергиев Посад: 2-я тип. А. И. Снегиревой, 1898
- Астрономия и богословие. — Сергиев Посад: тип. А. И. Снегиревой, 1898
- Происхождение жизни. — СПб.: тип. А. П. Лопухина, 1899
- Религия и наука в их взаимоотношении к наступающему XX столетию: Чтения проф. Моск. духов. акад. С. Глаголева. — Сергиев Посад: Св.-Троиц. Сергиева лавра, собств. тип., 1900. — 92 с.
- Идеалы человечества на рубеже двух столетий. — М.: Унив. тип., 1901
- Религия Китая. — М., 1901
- Очерки по истории религий. Ч.1. Религии древнейших культурных народов. — Сергиев Посад: тип. Св.-Троиц. Сергиевой лавры, 1902.
- Бессмертие прошедшего (Принцип сохранения явлений). — Сергиев Посад: Св.-Троицкая Сергиева лавра, собств. тип., 1903
- Патриотизм и христианство. — М., 1904
- Ислам. — Сергиев Посад, 1904.
- Религия в Японии и Корее. — Харьков, 1904.
- Из чтений о религии. — Сергиев Посад: тип. Св.-Троиц. Сергиевой лавры, 1905.
- Материя и дух. — СПб., 1906
- Истина и наука. — Сергиев Посад: тип. Св.-Троиц. Сергиевой лавры, 1908.
- Мистерии на берегах Конго. — Сергиев Посад: тип. Св.-Троиц. Сергиевой лавры, 1908.
- Греческая религия. Ч.1. Верования. — Сергиев Посад: тип. Св.-Троиц. Сергиевой лавры, 1909.
- По вопросам логики. — Харьков, 1910.
- О графе Льве Николаевиче Толстом : Речь, произнес. 9 нояб. 1910 г. — Сергиев Посад: тип. Св.-Троиц. Сергиевой лавры, 1911.
- Взгляд Васманна на происхождение человека. — Сергиев Посад: тип. Св.-Троиц. Сергиевой лавры, 1911.
- Три пути жизни. М., 1911.
- О происхождении человека. (Разбор теории Васманна). — Сергиев Посад, 1912.
- Пособие к изучению Основного богословия. — М.: Женск. богословск. курсы, 1912
- Естественнонаучные вопросы, в их отношении к христианскому миропониманию. — Сергиев Посад: кн. маг. М. С. Елова, 1914
- Борьба за святое (Связь религиозно–филосовских идей с мировыми войнами). — Сергиев Посад, 1915.
- Мечты о прекращении войн. — Сергиев Посад: тип. Св.-Троиц. Сергиевой лавры, 1915
- Брюссель и Париж для науки о религии. — Сергиев Посад: кн. маг. М. С. Елова, 1915
- Древо знания и древо жизни. — Сергиев Посад, 1916.
- О В.О. Ключевском. — Сергиев Посад, 1917.

### Статьи
- Естественно-научный журнал в духе христианской веры // Православное обозрение. 1889. № 11/12.
- Суждение двух геологов о библейском потопе // Православное обозрение. 1890. № 5/6
- Об условиях возникновения религиозной веры; Об отношении философии и естественных наук. Введение в богословие // Богословский вестник. 1892. № 11, 12.
- Предмет и задача «Введения в круг богословских наук» // Чтения в Обществе любителей духовного просвещения. 1892. № 11.
- Дарвинизм и право // Русское обозрение. 1893. № 3.
- Проблема жизни; Антропологическая проблема в настоящее время // Чтения в Обществе любителей духовного просвещения. 1893. № 5, 10–12.
- Новый антидарвиновский труд // Богословский вестник. 1893. № 9.
- Вопрос о бессмертии души // Вопросы философии и психологии. 1893. Кн. 19,20.
- Древность человека // Чтения в Обществе любителей духовного просвещения. 1894. № 3.
- Потребность в апологетических трудах в настоящее время; Конец земли; Религиозный дальтонизм в изящной литературе // Богословский вестник. 1894. № 8, 11–12.
- Третий международный конгресс католических ученых // Богословский вестник. 1895. № 5.
- Секция по наукам о религии на третьем международном конгрессе католических ученых; Христос воскрес! (Стихотворение); Больной целитель (О Шлаттере); Мнимое открытие; Новые веяния в области естествознания // Богословский вестник. 1896. № 2, 5–6, 10, 12.
- Религия как предмет исторического и богословского изучения // Богословский вестник. 1897. № 5–7.
- Новости русской литературы по религиозно-философским вопросам // Богословский вестник. 1898. № 2, 11.
- Протестантское богословие на театральной сцене; Религия как предмет изучения в Париже // Христианское чтение. 1899. № 1, 8.
- 35 статей // Православная богословская энциклопедия. Т. 1–4, 6–10, 12;
- Деизм // Православная богословская энциклопедия. — СПб.: Издание Петроград. Приложение к духовному журналу «Странник», 1903. — Т. 4. — Стб. 971.
- Несколько слов по поводу сравнения православного богословия с алхимией и астрологией // Вера и Церковь. 1901. № 5.
- Общие черты в религиях древнего Востока // Вера и разум. 1902. № 2.
- Памяти прот. Петра Алексеевича Преображенского // БВ. 1903. № 6.
- Факторы социальных явлений; Исходные начала логики // Вера и разум. 1903. № 1, 13–15.
- Религиозная философия Канта // Вера и разум. 1904. № 3.
- Человеческие бедствия и божественный промысел // Странник. 1904. № 2.
- Блез Паскаль // Богословский вестник. 1904. № 3;
- Религия как основа жизни; Задачи русской богословской школы // Богословский вестник. 1905. № 1, 11.
- Геология и Библия; Библия и астрономия // Вера и разум. 1905. № 1–3.
- О логических выводах // Вера и разум. 1905. № 9–10.
- Божественность христианства; Цели и средства // Душеполезное чтение. 1905. № 1; 1907. Ч. 1. С. 485–507.
- Суеверие в науке // Странник. 1907. № 1.
- Ботаника и дарвинизм; Недостатки классической теории силлогизма // Вера и разум. 1907. № 1, 23–24.
- Заблуждение Гаутамы; Дети как мыслители и политики // Христианин. 1907. № 1, 4–5.
- Цели и средства // Православная Подолия, 1907.
- Христианство и смена мировоззрений // Христианин. 1908. № 1.
- Религиозная философия у негров Бавили; Альберт Лаппаран [Некролог]; Об основаниях и методах индуктивных заключений // Вера и разум. 1908. № 15.
- К вопросу о происхождении человека; Новый тип философии: прагматизм или мелиоризм; Логика Абсолютного Разума // Богословский вестник. 1909. № 3, 12, 22.
- Вера и знание // Вера и разум. 1909. № 21 (Христианское чтение. 1994. № 9).
- Аскетическая жизнь в Америке до Колумба; Памяти инженера путей сообщения Н. Н. Амосова // Христианин. 1909. № 2, 5.
- Искание счастья // Христианин. 1910. № 2–3.
- Конечность мира // Странник. 1910. № 1.
- Новое миропонимание; О разномыслии // Богословский вестник. 1911. № 1, 12.
- Женщина и религиозная вера // Вера и разум. 1912. Т. 2. С. 305–318.
- Основное богословие, его предмет и задача; Отсутствие религиозного образования в современном обществе // Богословский вестник. 1912. № 1, 10.
- Вопрос о жизни на Марсе; Проф. А. И. Введенский (Некролог); Прошедшее и будущее миров // Богословский вестник. 1913. № 1–4, 7/8.
- Религиозная философия Фихте // Богословский вестник. 1914. № 12.
- О философии религии; Опыты математического решения философских вопросов; Об одном пастыре (Протоиерей С. И. Глаголев) // Богословский вестник. 1915. № 7; 1916. № 1–12.
- Без родины; Прошлое человека // Вера и разум. 1916. № 1, 5–10.
- Чего ищут в философии // Вера и разум. 1917. № 2–3.
- Слабые стороны рационалистических библейских гипотез // Иллюстрированная история религий: В 2 т. М., 1992. Т. 1. С. 247–264.

### Рецензии
- Религиозный дальтонизм в изящной литературе: Lourdes par Emile Zola. Paris. 1894 г. — Сергиев Посад: тип. А. И. Снегиревой, 1894. — 32 с.
- Всемирный потоп. Рец. на кн.: Неймайр, История земли, т. 1, СПб., 1897 // Богословский вестник. — 1898. — № 5.
- Отзыв // П. А. Флоренский: pro et contra. СПб., 1996.